# Trifolium macrocephalum
Trifolium macrocephalum är en ärtväxtart som först beskrevs av Frederick Traugott Pursh, och fick sitt nu gällande namn av Jean Louis Marie Poiret. Trifolium macrocephalum ingår i släktet klövrar, och familjen ärtväxter. Inga underarter finns listade i Catalogue of Life.

## Bildgalleri

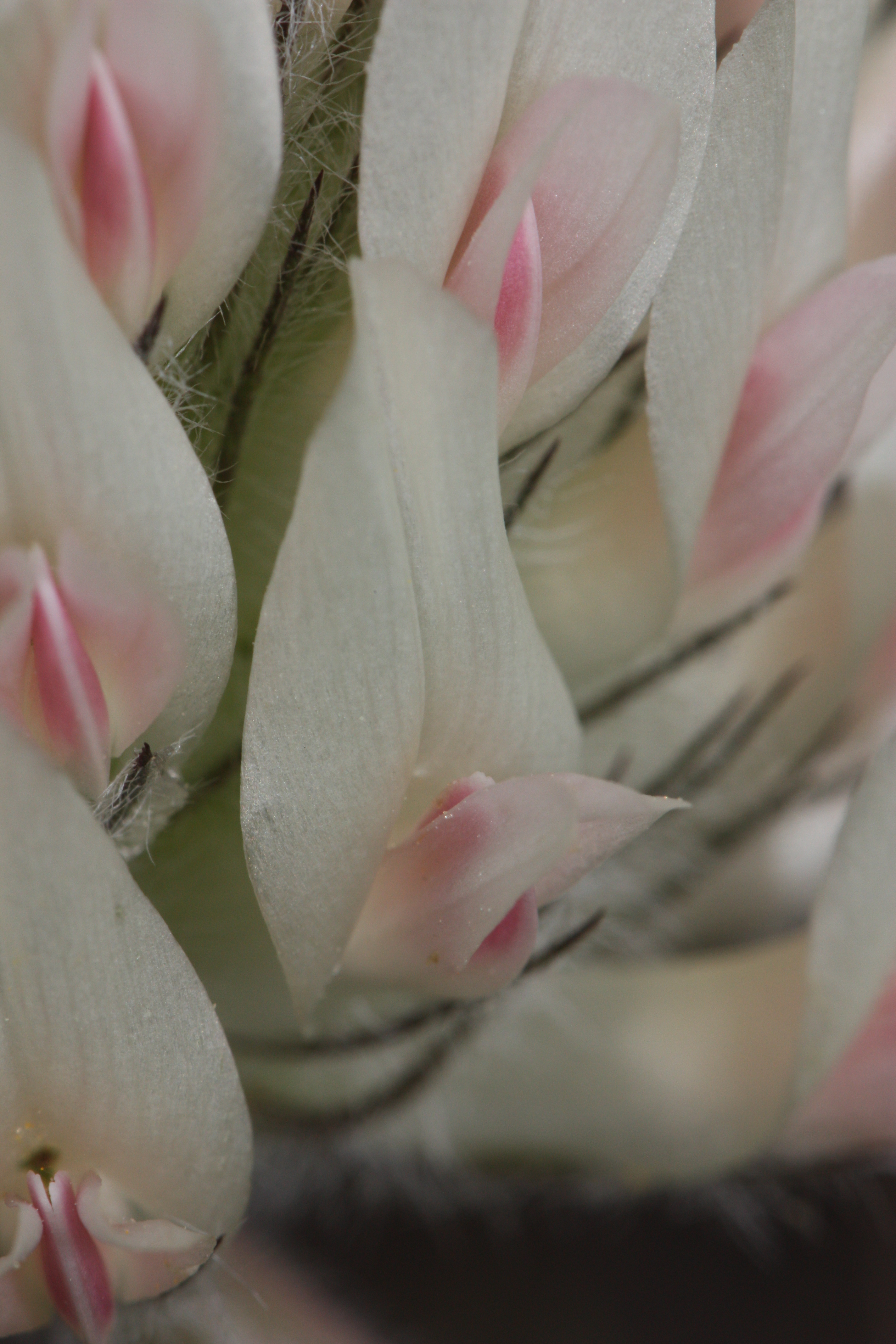
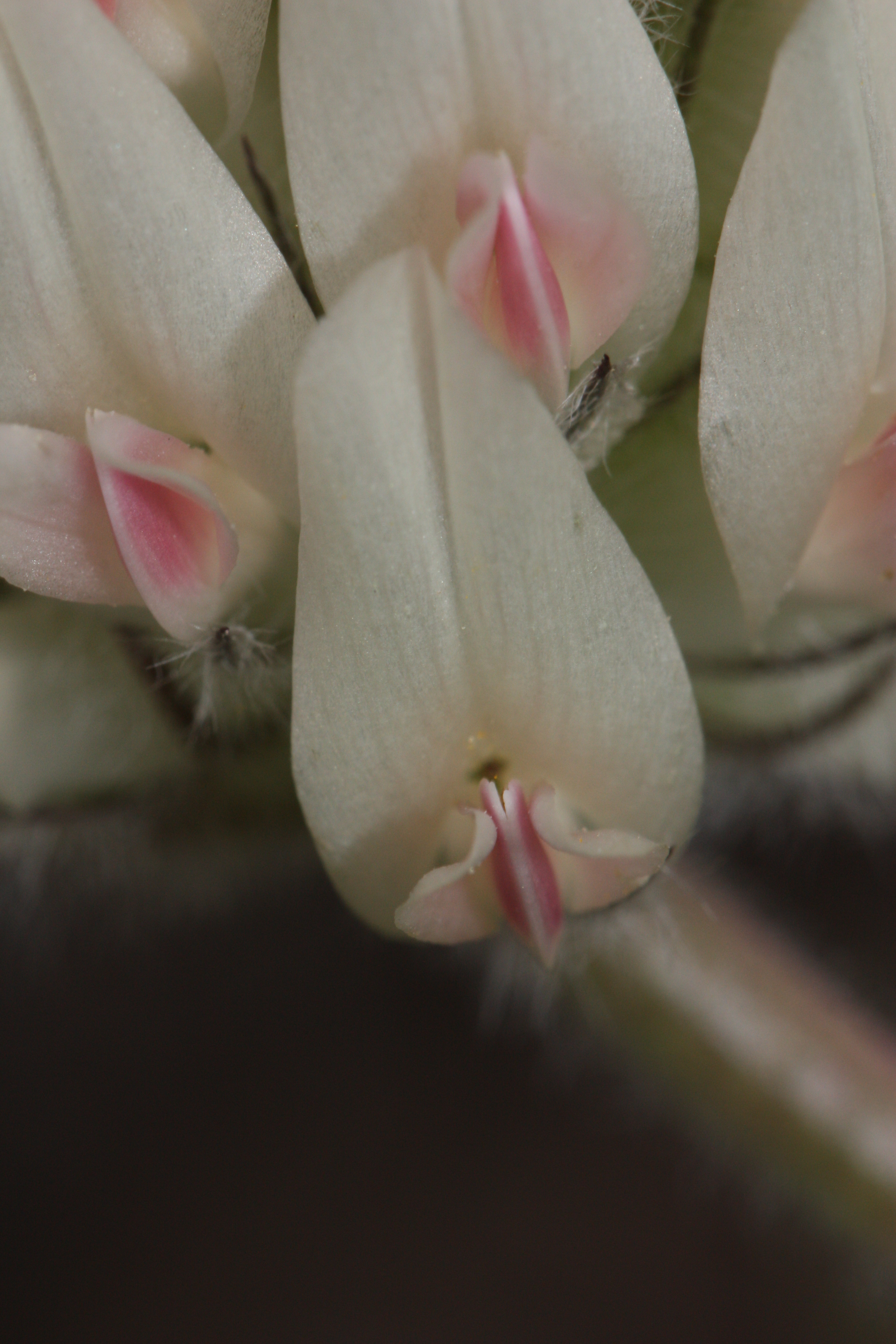
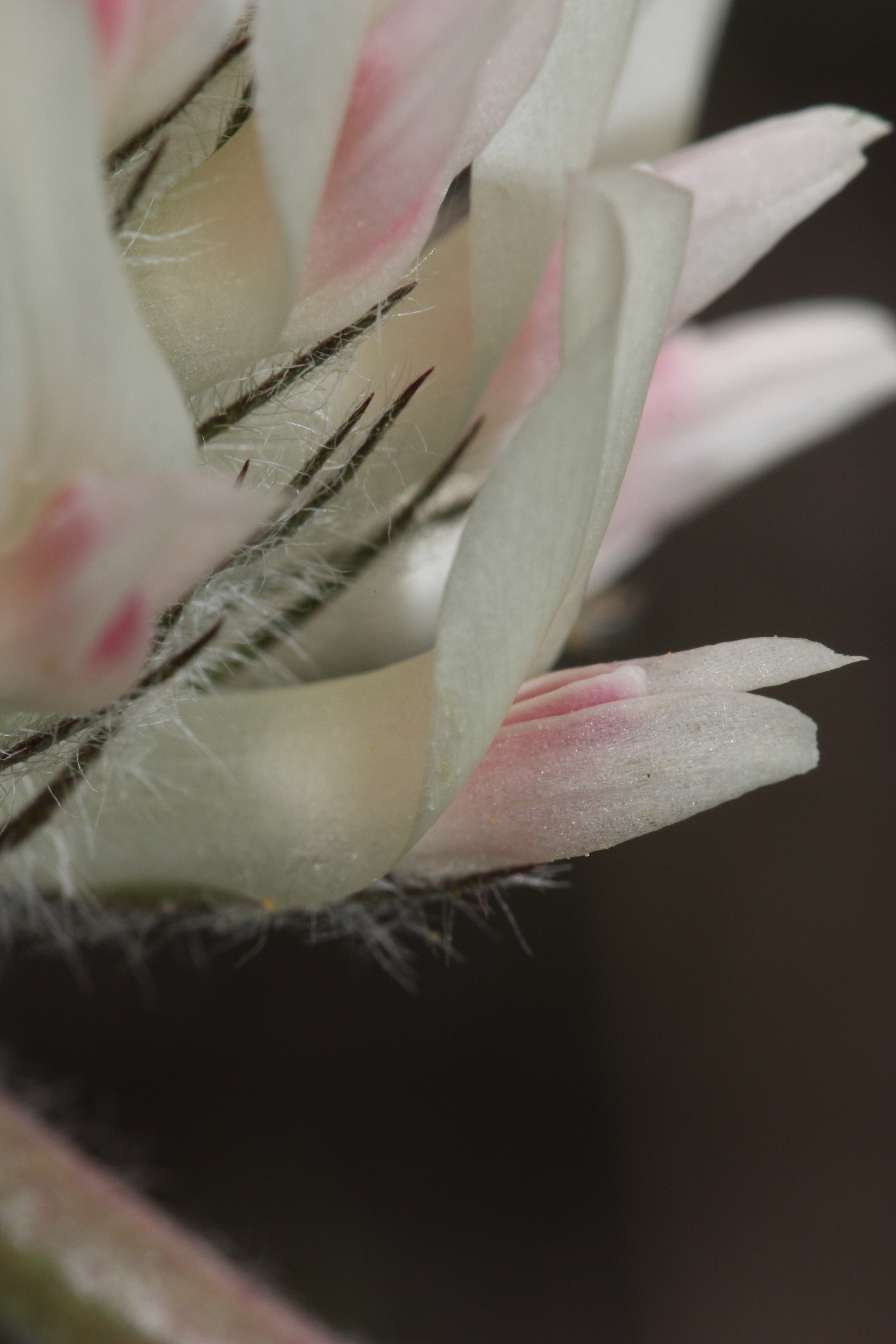
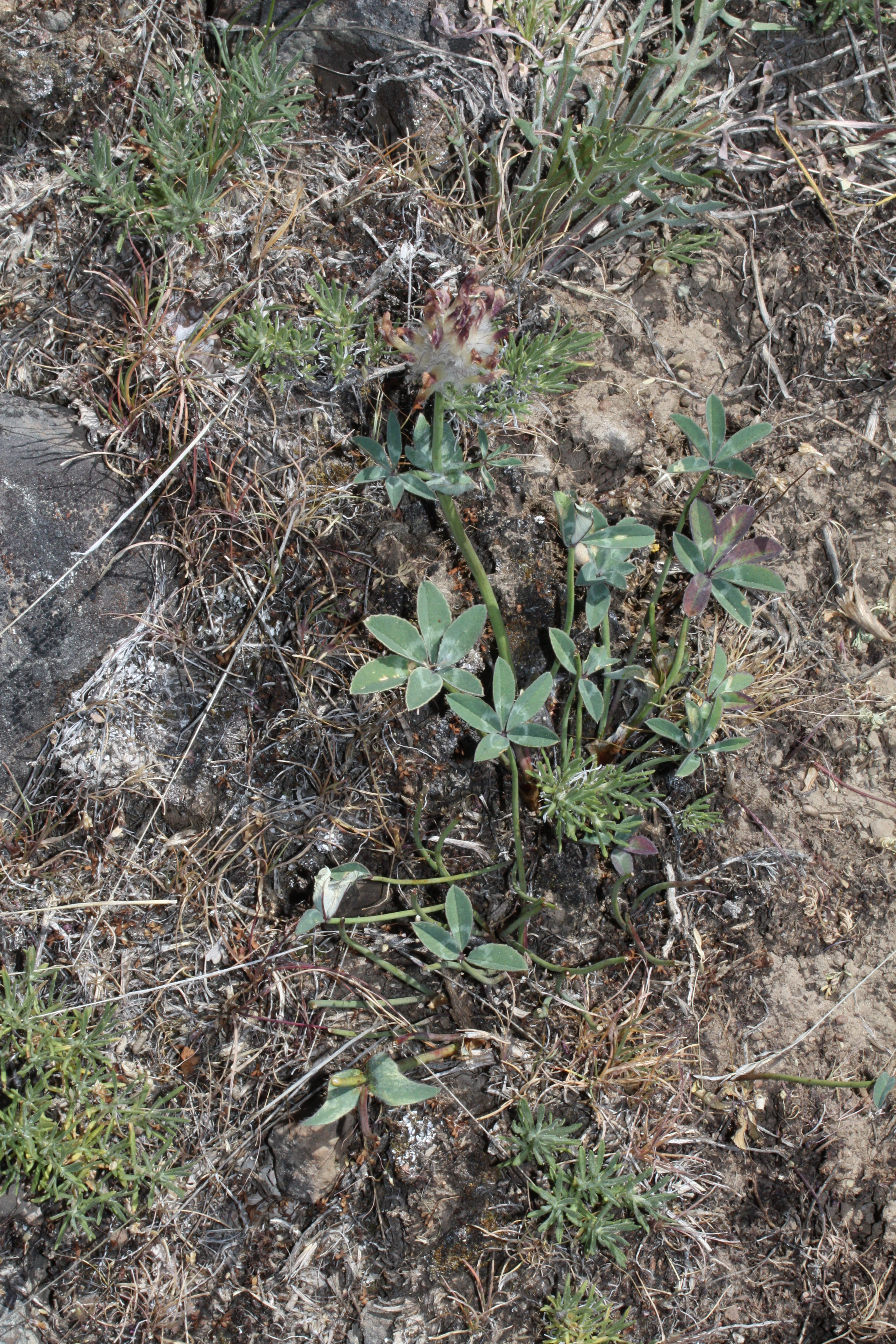
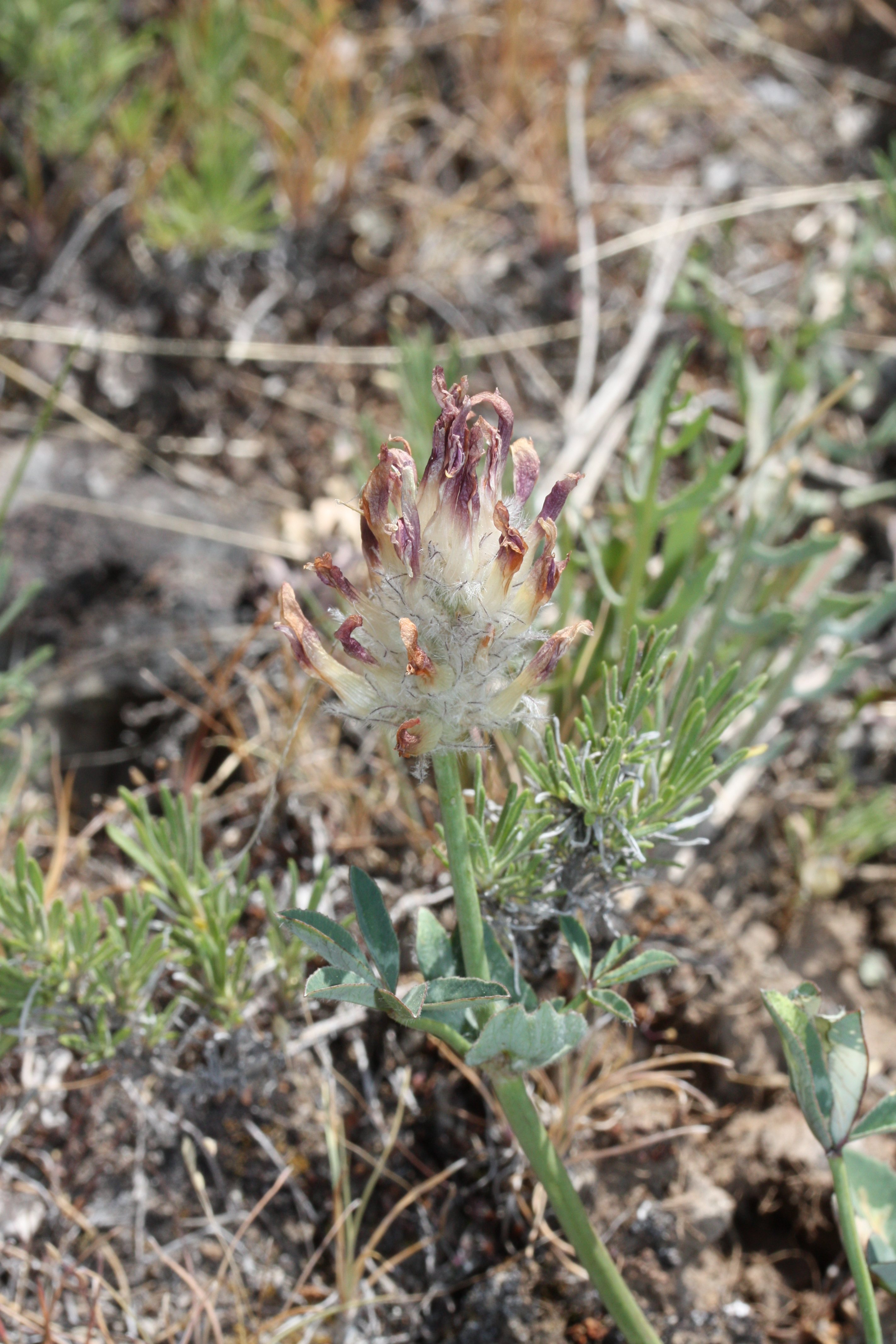
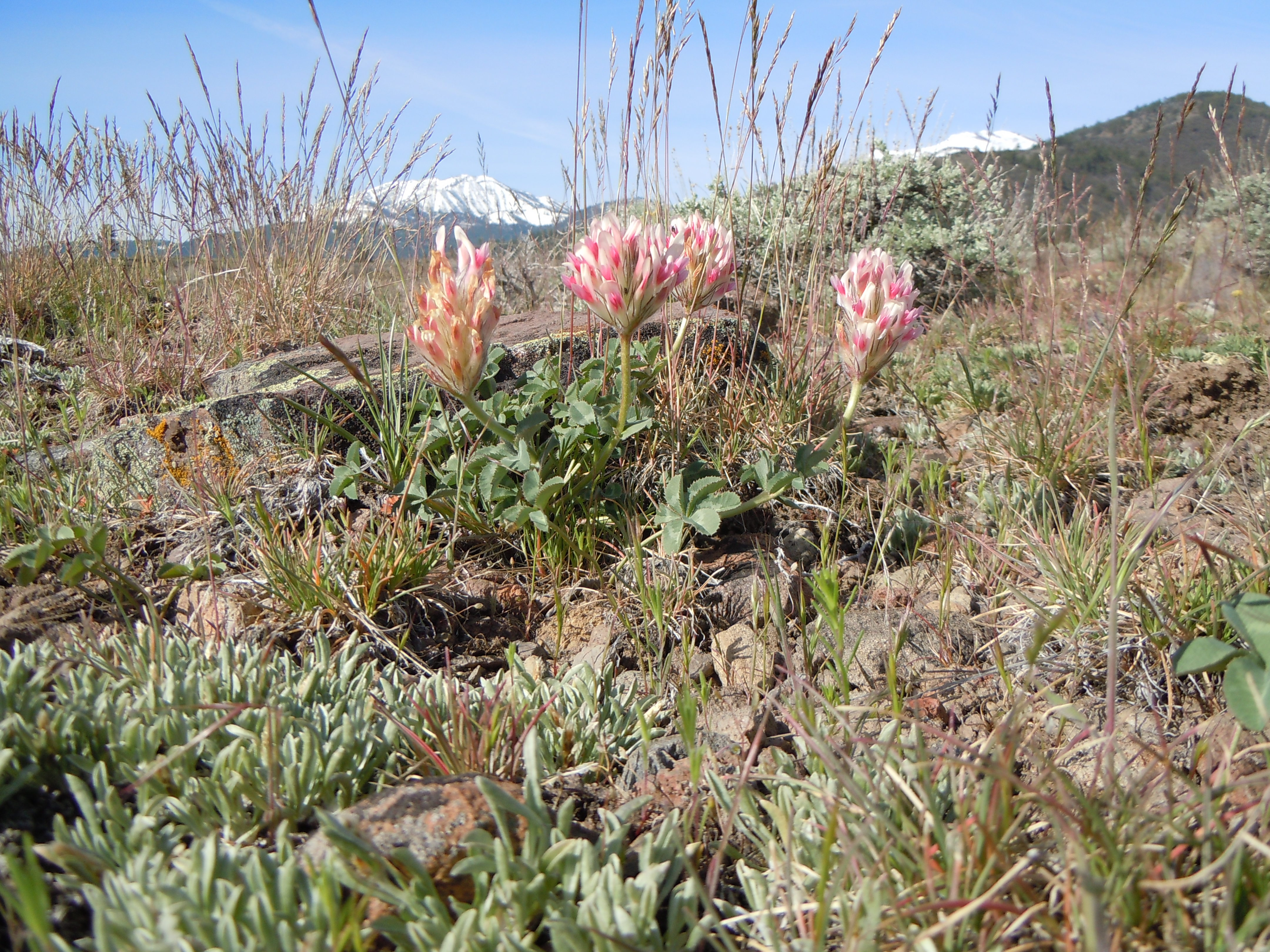